# Muerte de Jeffrey Epstein
La muerte del magnate financiero estadounidense y delincuente sexual convicto Jeffrey Epstein ocurrió el 10 de agosto de 2019; los guardias encontraron a Epstein inconsciente en su celda a las 6:30. Se encontraba en el Centro Correccional Metropolitano de la ciudad de Nueva York, colgado del borde de la cama de su celda, donde esperaba juicio por tráfico sexual. Después de que los guardias de la prisión le practicaran RCP, fue trasladado en paro cardíaco al Hospital del Centro de Nueva York, donde fue declarado muerto a las 6:39. El médico forense de la ciudad de Nueva York y el Inspector General del Departamento de Justicia dictaminaron que la muerte de Epstein fue un suicidio por ahorcamiento. Los abogados de Epstein impugnaron la conclusión del médico forense e iniciaron su propia investigación. Para esto contrataron al patólogo Michael Baden.
Tras expresar inicialmente sus sospechas, el fiscal general William Barr describió la muerte de Epstein como «una perfecta tormenta de metidas de pata». Tanto el FBI como la Oficina del Inspector General del Departamento de Justicia de los Estados Unidos dirigieron investigaciones de las circunstancias de su muerte. Los guardias de turno fueron posteriormente acusados de múltiples cargos de falsificación de registros.  Numerosas figuras públicas acusaron a la Oficina Federal de Prisiones de negligencia; varios legisladores pidieron reformas al sistema penitenciario federal. En respuesta, Barr destituyó al director de la Oficina.
Como resultado de la muerte de Epstein, todos los cargos en su contra fueron desestimados y las investigaciones en curso sobre tráfico sexual centraron la atención en sus presuntos asociados, en particular Ghislaine Maxwell, quien fue arrestada y acusada en julio de 2020 y condenada por cinco cargos relacionados con el tráfico sexual el 29 de diciembre de 2021. Otro asociado, Jean-Luc Brunel, fue arrestado por las autoridades francesas en 2020 y luego murió por suicidio.
Debido a las violaciones de los procedimientos penitenciarios habituales la noche de la muerte de Epstein, al fallo de dos cámaras frente a su celda y a sus afirmaciones de poseer información comprometedora sobre figuras poderosas, su muerte generó especulaciones y teorías conspirativas sobre la posibilidad de que fuera asesinado.   Otras teorías afirmaban que su muerte fue fingida. Las encuestas de opinión pública sugieren que solo un pequeño porcentaje de estadounidenses cree que Epstein se suicidó; en una de ellas, el 16 % de los encuestados afirmó creer que Epstein se suicidó, el 45 % que fue asesinado y el 39 % que no estaba seguro. 

## Arresto y encarcelamiento

### Detención y acusación

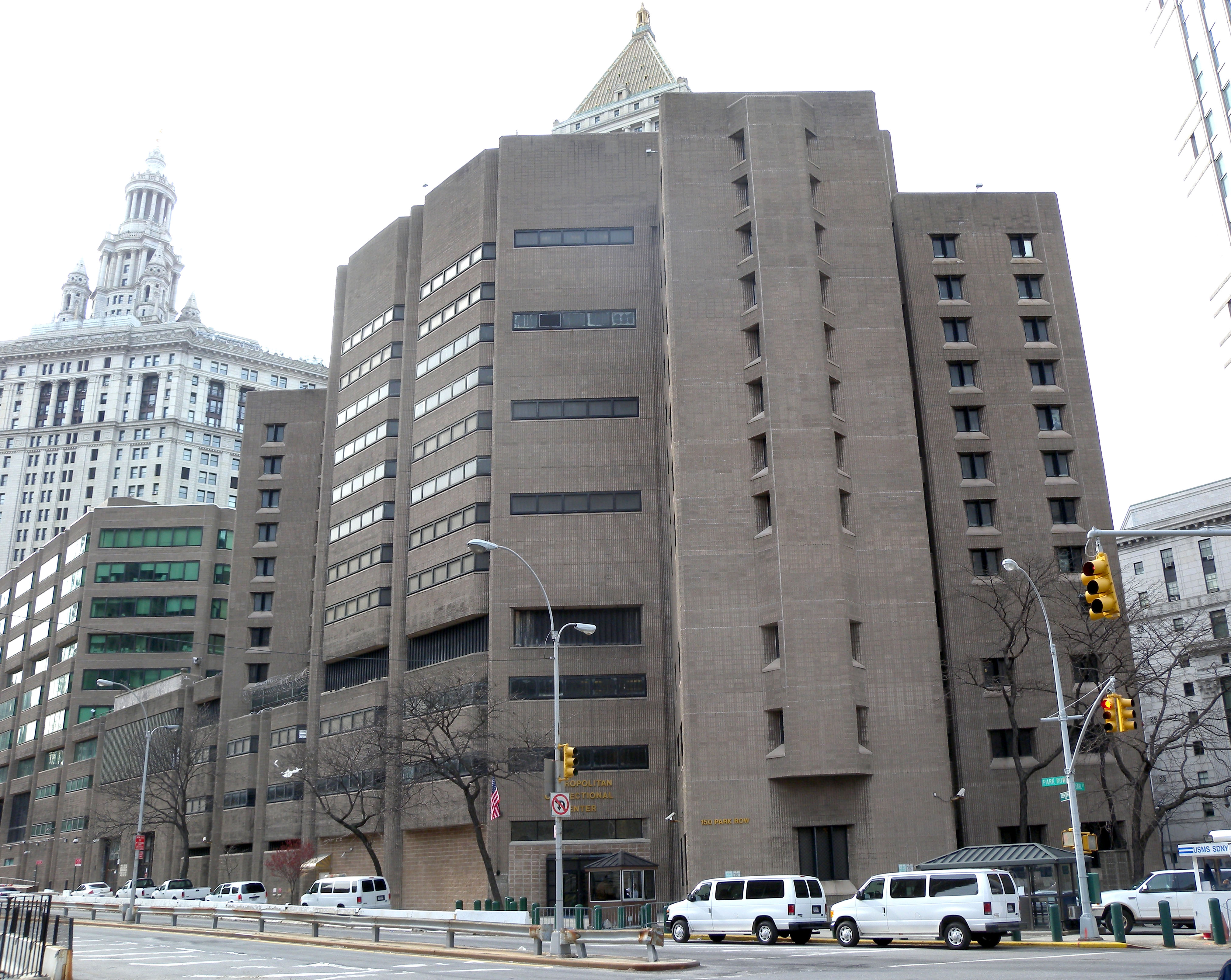
El Centro Correccional Metropolitano, donde Epstein estuvo detenido después de su arresto en 2019

El 6 de julio de 2019, Jeffrey Epstein fue arrestado en la ciudad de Nueva York por múltiples cargos, incluyendo tráfico sexual, y recluido en el Centro Correccional Metropolitano en el Bajo Manhattan.Se declaró inocente. Enfrentó cargos similares en Florida en 2008, pero evitó los cargos federales gracias a un acuerdo con la fiscalía. Bajo sus disposiciones, se declaró culpable de dos delitos graves estatales, pagó una indemnización a tres docenas de víctimas identificadas por el FBI y se registró como delincuente sexual tanto en Florida como en Nueva York. 
El 18 de julio de 2019, a Epstein se le denegó la libertad bajo fianza tras ofrecer 600.000 dólares a cambio de poder usar un rastreador de tobillo en su casa de Nueva York. Se consideraba que tenía un gran riesgo de fuga debido a los 20 vuelos internacionales que había realizado en los 18 meses anteriores.   Epstein apeló la decisión de denegación de la libertad bajo fianza ante el Tribunal de Apelaciones de los Estados Unidos para el Segundo Circuito; al momento de su muerte, la apelación seguía pendiente. 

### Incidente inicial y semanas finales
El 23 de julio de 2019 a la 1:30 a. m., Epstein fue encontrado herido y semiconsciente en el piso de su celda del Metropolitan Correctional Center (MCC) en la Ciudad de Nueva York, con marcas alrededor de su cuello que se sospechaba eran el resultado de un asalto o de un intento de suicidio. Su compañero de celda, el ex oficial de policía de la ciudad de Nueva York Nicholas Tartaglione, quien está acusado de cuatro cargos de asesinato, fue interrogado y negó tener conocimiento de lo sucedido. Una investigación interna de la prisión exoneró a Tartaglione de cualquier conexión con el evento.  Una fuente anónima afirmó que Epstein les dijo a sus abogados que Tartaglione le había infligido las lesiones.  Otra fuente anónima afirmó que Epstein montó el incidente para ser transferido.  Spencer Kuvin, un abogado que representó a tres de las presuntas víctimas de Epstein, dijo en julio de 2019, después del primer intento de suicidio aparente de Epstein, que creía que era un atentado contra su vida y que existía una alta probabilidad de que lo asesinaran en prisión.  
Como resultado del incidente, Epstein fue puesto bajo vigilancia por riesgo de suicidio .  Lo mantuvieron en una celda de observación, rodeada de ventanas, con luces encendidas y sin permitirle usar ningún dispositivo que pudiera usar para suicidarse.  Después de seis días, el personal psicológico lo retiró de la vigilancia por riesgo de suicidio tras un examen psiquiátrico.   Luego regresó a la unidad de alojamiento especial (SHU), donde tendría un compañero de celda y lo controlarían cada 30 minutos. 
Una nota escrita por Epstein fue encontrada en su celda después de su muerte. En ella, se quejaba de que insectos grandes que le recorrían el cuerpo, de que la guardia Tova Noel le daba comida quemada y de que un guardia lo encerró intencionalmente en una celda con ducha, sin ropa, durante una hora. El 8 de agosto, Epstein firmó su último testamento, presenciado por dos abogados que lo conocían. El testamento nombró a dos antiguos empleados como albaceas y donó inmediatamente todos sus bienes, así como cualquier activo restante de su patrimonio, a un fideicomiso.  

## Muerte
Cuando Epstein fue internado en la Unidad de Vivienda de Seguridad (SHU), la cárcel informó al Departamento de Justicia que tendría un compañero de celda y que un guardia inspeccionaría la celda cada 30 minutos. Estos procedimientos no se cumplieron la noche de su muerte.  El 9 de agosto, el compañero de celda de Epstein fue transferido y no se trajo ningún reemplazo. La tarde del día de su muerte, Epstein se reunió con sus abogados, quienes lo describieron como “animado” antes de ser escoltado de regreso a la SHU a las 7:49. p.m. por el guardia Tova Noel.  Las imágenes de CCTV muestran que los dos guardias no realizaron el recuento institucional requerido a las 10:00 p.m. y grabó a Noel caminando brevemente junto a la celda de Epstein a las 10:30, la última vez que los guardias entraron en el nivel donde se encontraba su celda.  Durante la noche, en violación del procedimiento habitual de la cárcel, Epstein no fue revisado cada 30 minutos.  Los dos guardias asignados para revisar su celda durante la noche, Noel y Michael Thomas, se durmieron en sus escritorios durante aproximadamente tres horas y posteriormente falsificaron los registros relacionados.   Dos cámaras frente a la celda de Epstein también fallaron esa noche.  Otra cámara tenía imágenes «inutilizables». 

### Descubrimiento
Mientras los guardias distribuían el desayuno poco después de las 6:30 en la mañana del 10 de agosto, Epstein fue encontrado inconsciente en su celda.  Fue encontrado de rodillas con una sábana alrededor del cuello. La sábana estaba atada a la parte superior de su litera.  Se creía que para entonces llevaba muerto unas dos horas. Los guardias le practicaron RCP a Epstein, y otros presos los oyeron gritar: "¡Respira, Epstein, respira!".  A las 6:33, los guardias hicieron sonar la alarma, avisando a su supervisor, a quien Noel le dijo: "Epstein se ahorcó".  Fue llevado de urgencia al Hospital del Centro de Nueva York, donde fue declarado muerto a las 6:39 am  Su cuerpo fue trasladado a la oficina del médico forense poco después. 
El retiro del cuerpo de Epstein de su celda constituyó una violación del protocolo, ya que la Oficina de Prisiones (BOP) exige que una escena de suicidio reciba el mismo nivel de protección que cualquier escena de crimen en la que se haya producido una muerte.  Además, el personal penitenciario tampoco fotografió el cuerpo de Epstein tal como fue encontrado, como exige el protocolo. 

### Controversia
La muerte de Epstein fue la primera declarada suicidio en el Centro Correccional Metropolitano (Nueva York) en 14 años. Michael Baden y 60 Minutes cuestionaron si Epstein, quien tenía casi 1,8 metros de alto y pesaba 83,9 kilogramos, podría haberse ahorcado desde la litera inferior. Fotos tomadas después de su muerte también muestran frascos y medicamentos en posición vertical sobre la litera superior.  Baden también cuestionó por qué Epstein no utilizó otros materiales disponibles en su celda como ligadura, como cables y tubos de una máquina de apnea del sueño, que eran más resistentes y largos. 

### Posibles motivaciones
Un informe de reconstrucción psicológica de la muerte de Epstein, elaborado por la Oficina de Prisiones cinco semanas después de su fallecimiento, sugiere que su identidad "parecía basarse en su riqueza, poder y asociación con otras personas de alto perfil". El informe atribuye además su suicidio a la falta de conexiones interpersonales significativas, la pérdida de estatus y la idea de pasar el resto de su vida en prisión. 

## Autopsia y evidencia médica

### Autopsia
La jefa médica forense de la ciudad de Nueva York, Barbara Sampson, realizó una autopsia de cuatro horas al cuerpo de Epstein el 11 de agosto. Los abogados de Epstein enviaron al patólogo Michael Baden para observar la autopsia.   Después de la autopsia, la oficina del médico forense informó que Epstein se había ahorcado con una sábana de su cama.  El 14de agosto, fuentes no oficiales informaron que se habían encontrado fracturas en el cuello de Epstein. Si bien esto puede ocurrir en el suicidio de personas mayores, estas fracturas son "más comunes en víctimas de homicidio por estrangulación", según expertos y estudios forenses.  La última muerte declarada como suicidio en el MCC fue en 1998.  Los abogados de Epstein emitieron una declaración conjunta tras el informe del médico forense, expresando su insatisfacción con el mismo, cuestionando sus conclusiones y afirmando que próximamente se recibiría una respuesta más completa. Dijeron que el equipo de la defensa tenía la plena intención de continuar su propia investigación sobre las circunstancias y la causa de la muerte de Epstein,  incluyendo la posibilidad de emprender acciones legales para ver las imágenes de la cámara cerca de su celda durante la noche de su muerte.  Posteriormente, declararon que las pruebas relativas a la muerte de Epstein eran "mucho más consistentes" con un asesinato que con un suicidio. 

### Informe de autopsia y críticas

El hueso hioides de Epstein, entre otros, se fracturó. Se discute si esto indica más bien ahorcamiento o estrangulación.

El 16 de agosto, Sampson anunció que la muerte de Epstein había sido declarada suicidio por ahorcamiento. Más tarde, informes contradictorios dijeron que las lesiones que Epstein sufrió eran tan consistentes, si no más, con estrangulamiento u homicidio como con suicidio.   El informe de Sampson encontró que no hubo señales de un crimen en su muerte.    Tres de los abogados de Epstein expresaron su insatisfacción con la conclusión de Sampson, habiendo contratado al patólogo forense Michael Baden para observar la autopsia; dijeron que iniciarían su propia investigación y proporcionarían una declaración más detallada en el futuro.   Baden observó la autopsia de Sampson cuando se realizó; después de la autopsia, dijo que no podía hacer comentarios debido a las órdenes de silencio presentadas por la oficina de Sampson y el patrimonio de Epstein. 
El 30 de octubre de 2019, Baden emitió un informe que indicaba que las lesiones en el cuello de Epstein eran mucho más consistentes con un "estrangulamiento homicida" que con un suicidio. Afirmó que Epstein "presentaba dos fracturas en los lados izquierdo y derecho de la laringe, específicamente en el cartílago tiroides o nuez de Adán, así como una fractura en el hueso hioides izquierdo, por encima de la nuez de Adán". En particular, Baden afirmó que el hueso hioides de Epstein estaba roto de forma indicativa de estrangulamiento por la espalda.  Más tarde ese mismo día, Sampson rechazó las afirmaciones de Baden, declarando: "Respaldo firmemente nuestra determinación de la causa y la forma de la muerte del Sr. Epstein. La causa es ahorcamiento, la forma es suicidio".  Baden declaró posteriormente: "Revisando más de mil ahorcamientos y suicidios en las prisiones estatales de la ciudad de Nueva York durante los últimos 40 a 50 años, nadie presentó tres fracturas".  El neurocirujano y corresponsal médico de CNN , Sanjay Gupta, afirmó que Epstein podría haberse roto fácilmente el hueso hioides durante un ahorcamiento debido al debilitamiento y la pérdida de flexibilidad del hueso con la edad. Gupta también sugirió que la fractura de múltiples huesos del cuello era más característica del ahorcamiento. Gerald Rodts, jefe de cirugía de columna del Hospital Universitario Emory, también declaró que la fractura de múltiples huesos del cuello es compatible con el ahorcamiento.  Un profesor de ciencias forenses del John Jay College of Criminal Justice afirmó que el hueso hioides sí puede romperse durante un ahorcamiento, señalando que es un hueso débil. Según su análisis, la fractura del hueso hioides no constituye prueba suficiente de homicidio. 

Heridas y moretones en el cuello de Epstein

Según Baden, la herida del cuello estaba en el centro del cuello de Epstein, no bajo sus mandíbulas como en un ahorcamiento típico. Baden afirmó que esto es más común cuando una víctima es estrangulada con un alambre o cuerda. Baden también indicó que la herida era mucho más delgada que la tira de sábana, y que aunque había sangre en el cuello de Epstein, no estaba presente en la ligadura de la sábana.  En respuesta a las afirmaciones de Baden, Sampson mantuvo la conclusión de que la muerte de Epstein fue un suicidio. 
En junio de 2023, el Inspector General del Departamento de Justicia confirmó que Epstein efectivamente se suicidó. Los investigadores entrevistaron a decenas de testigos y revisaron 100.000 documentos, sin encontrar nada que contradijera la investigación del FBI, que también determinó que la muerte fue un suicidio.  

### Entierro
Tras la autopsia, el cuerpo de Epstein fue reclamado por un "socio no identificado", que luego se reveló que era su hermano, Mark.   El 5 de septiembre. El cuerpo fue enterrado en una tumba sin nombre junto a la de sus padres en el mausoleo IJ Morris Star of David en Palm Beach, Florida. Los nombres de sus padres fueron borrados de la lápida para evitar el vandalismo. 

## Secuelas
Unas horas después de anunciarse la muerte de Epstein, el presidente Donald Trump respondió retuiteando una publicación relacionada con el " recuento de cadáveres de Clinton", una teoría conspirativa que supuestamente vincula la muerte de Epstein con el expresidente Bill Clinton y la ex secretaria de Estado Hillary Clinton .  En un discurso pronunciado tres días después en Pensilvania, Trump declaró a la prensa que quería una investigación exhaustiva.  El fiscal general William Barr declaró estar "horrorizado" por la muerte de Epstein bajo custodia federal y que "plantea serias preguntas que deben ser respondidas". Ordenó una investigación por parte del Inspector General del Departamento de Justicia, además de la investigación del FBI.  El senador Ben Sasse, presidente del subcomité de supervisión judicial del Senado de Estados Unidos, escribió posteriormente a Barr una carta en la que decía: "El Departamento de Justicia fracasó". Añadió: "Dado el intento previo de suicidio de Epstein, debería haber estado encerrado en una habitación acolchada bajo vigilancia constante e ininterrumpida las 24 horas del día, los 7 días de la semana. Obviamente, deben rodar cabezas".  El representante Matt Gaetz, miembro del Comité Judicial de la Cámara de Representantes de los Estados Unidos, pidió al presidente Jerry Nadler que priorizara la investigación de las circunstancias en torno a la muerte de Epstein sobre otras investigaciones que el comité estaba llevando a cabo.  La representante Lois Frankel pidió una investigación del Congreso sobre el acuerdo de culpabilidad de Epstein de 2008.  Los senadores Kirsten Gillibrand y Rick Scott pidieron una investigación y expresaron su insatisfacción de que las víctimas de Epstein no encontraran cierre en un juicio.  
El 11 agosto, el alcalde de la ciudad de Nueva York, Bill de Blasio, quien entonces hacía campaña presidencial en Iowa, declaró: «No soy un teórico de la conspiración, pero aquí hay algo demasiado conveniente y debemos llegar al fondo de lo sucedido».  Al día siguiente, los líderes del Comité Judicial de la Cámara de Representantes, el presidente Jerry Nadler y el miembro de mayor rango Doug Collins, enviaron a la Oficina Federal de Prisiones (BOP) 23 preguntas sobre la muerte de Epstein. «El aparente suicidio de este individuo de alto perfil y —si se demuestra que las acusaciones son ciertas— particularmente reprensible mientras estaba bajo custodia del gobierno federal demuestra graves errores o deficiencias en el protocolo para reclusos y ha permitido que el fallecido finalmente evada la justicia», escribieron. "A cualquier víctima de las acciones del Sr. Epstein se le negará para siempre el recurso adecuado y la mínima compensación que nuestro sistema de justicia puede brindar ante tales presuntas atrocidades; la competencia y el rigor de nuestro sistema de justicia penal se han visto empañados por este aparente descuido".  El 13 de agosto, el senador de Nebraska Ben Sasse, presidente del Comité Judicial del Senado, escribió una carta al Fiscal General Barr instándolo a "destruir" el acuerdo de no procesamiento de 2008 para Epstein y sus cómplices. Sasse argumentó que el Departamento de Justicia debe llevar a los cómplices de Epstein ante la justicia, a pesar de su muerte, y añadió: "Este acuerdo corrupto no puede sostenerse".  El 19 de agosto. Barr reemplazó al director de la BOP por la exdirectora Kathleen Hawk Sawyer.   Sasse elogió la medida. 
«Que lo hayan retirado de la vigilancia por suicidio es impactante», declaró Cameron Lindsay, exdirector de tres centros federales, a NBC News. "Para alguien de tan alto perfil, con estas acusaciones y tantas víctimas, que ha intentado suicidarse en las últimas semanas, no se puede correr ningún riesgo. Se le deja bajo vigilancia por suicidio hasta que salga de allí".  Los fiscales federales del caso calificaron la muerte de Epstein de "perturbadora" y enfatizaron que seguirán buscando justicia para sus acusadoras incluso después del fallecimiento del magnate financiero. Geoffrey Berman, fiscal federal del Distrito Sur de Nueva York, declaró: "A las valientes jóvenes que ya se han presentado y a las muchas otras que aún no lo han hecho, permítanme reiterarles que mantenemos nuestro compromiso de defenderlas, y nuestra investigación de la conducta imputada en la acusación, que incluía un cargo de conspiración, continúa en curso". 
Sid García, abogado de West Palm Beach, quien representó a una mujer que acusó a Epstein de abusar de ella cuando era niña en su casa de Palm Beach, dijo que tuvo una reacción mixta ante la muerte de su torturador. En una declaración, dijo: «Estoy en shock y nunca pensé que este día llegaría. Me alivia saber que Jeffrey Epstein nunca podrá dañar ni abusar sexualmente de otro niño».

### Investigaciones

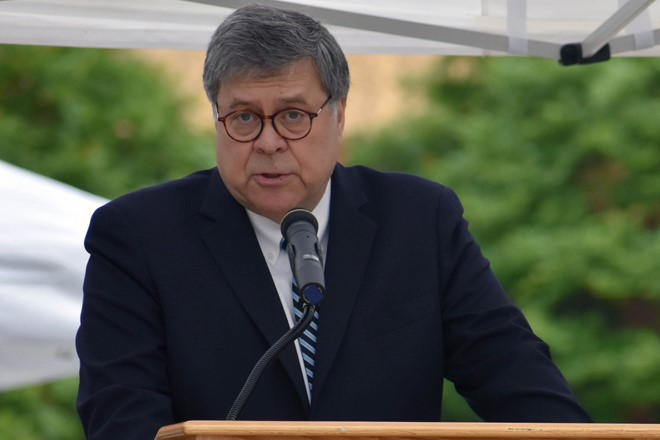
El fiscal general William Barr describió más tarde la muerte de Epstein como "una tormenta perfecta de errores continuos".

La Oficina de Prisiones (BOP) inició una investigación sobre las circunstancias de la muerte de Epstein, y el fiscal general Barr afirmó que los funcionarios del Departamento de Justicia investigarían a fondo las "graves irregularidades" en el Centro Correccional Metropolitano. Sin embargo, a medida que Barr recibía más información sobre la muerte de Epstein, llegó a creer que se trataba simplemente de "una tormenta perfecta de errores continuos". 
En noviembre de 2019, la directora de la Oficina de Prisiones, Sawyer, declaró ante el Comité Judicial del Senado que el FBI estaba investigando si una "organización criminal" estaba involucrada en la muerte de Epstein. Añadió que "no hay indicios, según mi conocimiento", de que su muerte "fuera algo más que un suicidio". Un portavoz explicó posteriormente que había usado la frase "organización criminal" porque era sobre eso sobre lo que el senador Lindsey Graham le había preguntado, y que "se refería a investigar la posible conducta criminal del personal". 
El 13 de agosto, el Fiscal General Barr ordenó a la Oficina de Prisiones reasignar temporalmente al director del Centro de Control de Delitos de MCC, Lamine N'Diaye, mientras el FBI y el inspector general del Departamento de Justicia investigaban las circunstancias de la muerte de Epstein. James Petrucci, director de la FCI Otisville, fue nombrado director interino.  Dos miembros del personal asignados a la unidad de Epstein fueron puestos en licencia administrativa.   El 14de agosto, el juez federal de Manhattan, Richard Berman, quien supervisaba el caso penal de Epstein, escribió a N'Diaye preguntándole si la investigación sobre la muerte de Epstein incluiría una investigación sobre sus lesiones previas (el 23 de julio). El juez Berman escribió que, según su conocimiento, nunca se había explicado con certeza cuál era su conclusión sobre el incidente.  En noviembre de 2019, Berman exigió reformas penitenciarias generalizadas en una carta abierta a Barr en The New York Times . 
El informe de investigación del Inspector General del Departamento de Justicia de los Estados Unidos, publicado el 27 de junio de 2023, criticó duramente a los funcionarios penitenciarios por reiterada "negligencia, mala conducta y flagrantes fallos en el desempeño laboral" en relación con el encarcelamiento y la muerte de Epstein. También rechazó enérgicamente cualquier sugerencia de que lo sucedido fuera algo más que un suicidio. 
Dos ministros del gobierno francés, Marlène Schiappa y Adrien Taquet, pidieron una investigación sobre las numerosas preguntas sin respuesta sobre los vínculos de Epstein con Francia, y pidieron al gobierno francés que iniciara su propia investigación. "La investigación estadounidense ha puesto de manifiesto vínculos con Francia", declararon Schiappa y Taquet en un comunicado, según ABC News . "Por lo tanto, nos parece fundamental para las víctimas que se abra una investigación en Francia para que todo salga a la luz", declaró un portavoz de la fiscalía a ABC. "Los elementos recibidos en la fiscalía de París están siendo analizados y contrastados".  En agosto, Francia inició una investigación sobre el presunto socio de Epstein , Jean-Luc Brunel, quien, según informes, se escondía en Sudamérica. Fue arrestado el 16 de diciembre de 2020 en París.  Brunel fue acusado el 29 de junio de 2021 de drogar y violar a una joven de 17 años en la década de 1990/2000. Brunel se declaró inocente. El 19 de febrero de 2022, Brunel fue encontrado muerto en su celda de la prisión de La Santé , tras presuntamente ahorcarse.   Había intentado suicidarse varias veces antes de su muerte. 
El juez Richard Berman desestimó todos los cargos contra Epstein el 29 de agosto.  Como resultado, las investigaciones de tráfico sexual y la atención mediática se centraron en sus presuntos socios, como Brunel, el príncipe Andrés y Ghislaine Maxwell .   En 2025, según documentos obtenidos por Axios, el Departamento de Justicia, bajo la administración del segundo presidente Trump, concluyó que Epstein no fue asesinado y que no existía una supuesta "lista de clientes" con los nombres de sus socios.  También publicó imágenes de la celda de Epstein durante su muerte, aunque faltaba un minuto y probablemente fueron modificadas.   Trump afirmó posteriormente que los archivos fueron creados por demócratas . 

### Juicios penales posteriores y desarrollos
El 19 de noviembre del 2019, la fiscalía federal de Nueva York acusó formalmente a los guardias del Centro de Control de Misiles (MCC), Michael Thomas y Tova Noel, de múltiples cargos de falsificación de registros y conspiración para falsificarlos.   Los cargos se basaron en grabaciones de video obtenidas por la fiscalía, que muestran que los guardias no verificaron a Epstein durante ocho horas. En cambio, realizaron búsquedas personales en sus computadoras y durmieron. Según Geoffrey Berman, fiscal federal del Distrito Sur de Nueva York, durante ese tiempo firmaron repetidamente registros que afirmaban haber realizado las verificaciones requeridas.  Se les fijó una fianza de $100,000.  Afirmaron ser " chivos expiatorios" de problemas más graves dentro del sistema penitenciario federal.   En mayo de 2021, un juez aprobó un acuerdo de enjuiciamiento diferido, mediante el cual los guardias pueden evitar una condena y sentencia si cumplen con términos específicos. 
En un proceso judicial en diciembre del 2019 contra el compañero de celda de Epstein, Nick Tartaglione, los fiscales federales informaron que las imágenes de vigilancia del exterior de la celda de Epstein durante el incidente del 23 de julio habían desaparecido. La defensa de Tartaglione, que alegó que las imágenes mostraban a Tartaglione salvando la vida de Epstein, esperaba que ilustraran la personalidad de Tartaglione. Su abogado había solicitado que las imágenes se conservaran, en julio, dos días después del incidente.  El juez Kenneth Karas solicitó al gobierno que determinara qué había sucedido con las imágenes.  Varios días después, la fiscalía federal retractó su declaración, afirmando haber encontrado las imágenes faltantes. Sin embargo, en enero de 2020, admitieron que las imágenes habían sido borradas permanentemente debido a un "error administrativo".  
El 2 de julio de 2020, casi un año después del arresto de Epstein, el FBI arrestó y acusó a Maxwell en Bradford, Nuevo Hampshire . Los cargos incluían "incitación y conspiración para incitar a menores a viajar para participar en actos sexuales ilegales, transporte y conspiración para transportar a menores con la intención de participar en actividades sexuales delictivas, y dos cargos de perjurio".   Las autoridades federales han expresado su preocupación de que también pudiera intentar suicidarse bajo custodia y, según se informa, han implementado protocolos de seguridad adicionales.  En una entrevista de agosto de 2020, el presidente Trump le deseó "lo mejor" y volvió a cuestionar si la muerte de Epstein fue un suicidio o un homicidio. 
El 17 de julio de 2025, la secretaria de prensa de la Casa Blanca, Karoline Leavitt, declaró: «El presidente no recomendaría un fiscal especial en el caso Epstein. Así es como lo cree». 

## Sospechas de homicidio y teorías conspirativas
Debido a las violaciones de los procedimientos penitenciarios estándar y al conocimiento de Epstein de información comprometedora sobre individuos famosos, su muerte generó escepticismo y múltiples teorías de conspiración.   Una encuesta de Rasmussen Reports realizada poco después de su muerte en agosto de 2019 informó que solo el 29% de los adultos estadounidenses creían que Epstein realmente murió por suicidio, mientras que el 42% pensó que fue asesinado para evitar que testificara contra personas poderosas con las que se asoció, y el 29% de las personas estaban indecisas.  Para noviembre de 2019, una encuesta de Business Insider encontró que aquellos que creían que Epstein fue asesinado superaban en número a los defensores del suicidio tres a uno.  En una encuesta de 2020, Rasmussen encontró que la mayoría de los estadounidenses creían que Epstein fue asesinado, y solo el 21% creía que murió por suicidio.  El profesor de la Universidad de Chicago Eric Oliver, experto en teorías de la conspiración, señaló que el sentimiento populista y la desconfianza en el sistema político son los principales contribuyentes al rechazo generalizado de la narrativa oficial. 
Debido a las conexiones de Epstein con muchas personas ricas y poderosas, se especuló que uno o más cómplices o participantes en sus crímenes sexuales podrían haber hecho arreglos para silenciarlo. 
En la audiencia del 27 de agosto, el abogado defensor de Epstein, Reid Weingarten, expresó serias dudas de que la muerte de Epstein se debiera a un suicidio. Según Weingarten, cuando los abogados se reunieron con su cliente poco antes de su muerte, "no vimos a una persona desesperada, abatida ni suicida".  El hermano de Epstein, Mark, rechazó la posibilidad del suicidio de Jeffrey, afirmando: "Si lo condenaran a cadena perpetua, lo vería quitándose la vida, pero tenía una audiencia de fianza próximamente".  También afirmó que su vida podría correr peligro si Epstein fue efectivamente asesinado.  En una conferencia de prensa, aproximadamente dos meses después de la muerte de Epstein, De Blasio se negó a respaldar las conclusiones del médico forense jefe Sampson, afirmando: "Algo no encaja. Simplemente no tiene sentido que el preso más conocido de Estados Unidos... bueno, alguien se olvidara de vigilarlo".  El exfiscal de Estados Unidos y asesor del Comité Judicial del Senado, Brett Tolman, dijo que la muerte fue "más que una coincidencia", considerando las "muchas conexiones de Epstein con personas poderosas". 
Inmediatamente después de su muerte, fanáticos de la conspiración en línea afirmaron falsamente que las imágenes de Epstein durante su traslado al hospital eran en realidad las de un doble. Se basaron en supuestas diferencias entre la oreja del cuerpo y la de Epstein en una foto yuxtapuesta. El verificador de datos Snopes señaló que la imagen de Epstein tenía 15 años y que era «más plausible que estas discrepancias se debieran al envejecimiento».  En octubre de 2020, más de un año después de su muerte, surgieron teorías falsas similares que afirmaban que Epstein vivía en Zorro Ranch, su residencia en Nuevo México.  

## En la cultura popular
A medida que se hizo pública más información sobre la muerte de Epstein en noviembre de 2019, su muerte y la posibilidad de asesinato se convirtieron en un meme popular, particularmente se popularizó la frase «Jeffrey Epstein no se suicidó». El meme ganó prominencia al ser pronunciado al final de entrevistas en vivo, como realizó un SEAL de la Marina en una entrevista con Fox News, o más tarde por un estudiante de la Universidad de Alabama en MSNBC.   El meme a menudo aparece como un non-sequitur después de un cuerpo de texto o dentro de una imagen.  Scott Simon de NPR comparó el aspecto de cebo y cambio del meme con Rickrolling. Simon también temía que la atención de los medios al meme pudiera difundir desinformación.  Associated Press señaló que la frase «Jeffrey Epstein no se suicidó» ha cobrado vida propia, a veces más como un eslogan de la cultura pop que como una creencia real. 
Las celebridades han hecho referencias cómicas a la muerte de Epstein. Ricky Gervais comentó en la 77.ª edición de los Globos de Oro que Epstein no se quitó la vida, y Adam Driver interpretó a un asesinado Epstein en el infierno en Saturday Night Live .  El representante estadounidense Paul Gosar publicó 23 tuits en los que la primera letra de cada tuit deletreaba la frase del meme.  Los productos con temática navideña (como suéteres navideños) que presentaban la frase de forma destacada también estuvieron disponibles para la venta a través de varios minoristas en línea.  En una entrevista con Slate, los comerciantes independientes indicaron que las líneas de productos de Navidad/Epstein se estaban vendiendo comparativamente bien, citando el humor negro de la combinación como la razón de su popularidad.  Según Variety, la parafernalia con temática navideña estaba superando en ventas a los productos de Juego de Tronos .  En el final de la segunda temporada de la serie de televisión en streaming The Boys, se reveló que Stormfront mató en secreto a Epstein en su línea de tiempo alternativa.  
Se crearon varios documentales de televisión debido al creciente interés público tras su muerte. En mayo de 2020, Netflix estrenó Jeffrey Epstein: Filthy Rich . La serie documental Casos Infames: Jeffrey Epstein se estrenó en 2020, esta cuenta con un episodio completo analizando su muerte.

## Lectura adicional
- Paybarah, Azi (20 de noviembre de 2019). «Inside the Jail the Night Jeffrey Epstein Died». The New York Times. Consultado el 20 de marzo de 2020.
- Levenson, Eric (19 de noviembre de 2019). «A timeline of what Jeffrey Epstein and his prison guards did in his final hours». CNN. Consultado el 20 de octubre de 2020.